# Talvorik
Talvorik (in armeno Տալվորիկ?) è un comune dell'Armenia di 196 abitanti (2009) della provincia di Armavir.